# Cassinhòlas (Erau)
Cassinhòlas (en francès Cassagnoles) és un municipi occità del Llenguadoc, situat al departament de l'Erau i a la regió d'Occitània.